# 1. jezdecká divize (USA)
1. jezdecká divize (anglicky 1st Cavalry Division) je obrněná divize Armády Spojených států amerických, jejíž domovskou základnou je Fort Hood ve státě Texas. Je to největší divize americké armády s 16700 muži. Jednotka v současnosti spadá pod velení III. sboru, velí jí generálmajor Michael Bills. Divize je jednou z nejstarších a nejdéle existujících divizí americké armády.

## Historie

### Raná historie jezdectva v USA
1. jezdecká divize vznikla v roce 1855. Její počátky však lze hledat v původním dragounském 1. jezdeckém pluku (1st Cavalry Regiment), který byl založen na příkaz Kongresu 1833 v Jefferson Barracks, stát Missouri. Další pluky se začaly formovat postupně: 2. pluk byl založen v roce 1836 a 3. v 1846. V roce 1855 vznikla samotná divize a jí byly podřízeny i nově vzniklé 4. a 5. pluk. Pět jezdeckých pluků v roce 1861 zastihla reorganizace a doplnění o 6. pluk. Jednotka se zúčastnila několika bitev americké občanské války včetně obou bitev u Bull Runu, bitvy u Antietamu, Gettysburgu, bitvy u Wilderness a u Appomattoxu. V roce 1866 přibyl 7., 8., 9. (černošský) a 10. (černošský) pluk.
Několik jezdeckých pluků se zúčastnilo bojů proti indiánům. 25. až 26. června 1876 byl 7. pluk pod vedením plukovníka Custera zcela zničen v bitvě u Little Big Hornu.

### První a druhá světová válka
V období krátce před první světovou válkou se některé jezdecké pluky zúčastnily bojů na hranicích s Mexikem. Během války byly některé z pluků přesunuty k nově vzniklé 2. a 15. jezdecké divizi. V roce 1921 byla jednotka reaktivována ve Fort Bliss v Texasu, její celkový stav byl 7463 mužů. Do začátku 2. světové války jednotka postupně přestávala používat koně, neboť byla motorizovaná. Poslední koně opustili 1. jezdeckou divizi 28. února 1943. Následně se jednotka přesunula na Tichomořské bojiště. Prvních bojů se divize zúčastnila během vylodění na Admiralitních ostrovech a Los Negros 29. února 1944. Významně zasáhla do bojů o Filipíny, zejména o ostrovy Leyte a Luzon. Podílela se na okupaci Japonska a 8. září 1945 jako první americká jednotka vstoupila do Tokia. Během bojů druhé světové války padlo 970 a bylo zraněno 3 311 jejích příslušníků.

### Korejská válka
Znovu nasazena do bojů byla během Korejské války v roce 1950, kdy byla pověřena obranou Pusanského perimetru. Po vylodění X. sboru u Inčchonu, bojovala až do ledna 1952, kdy byla nahrazena 45. pěchotní divizí americké Národní gardy a přesunuta do Japonska. Za toto období vede ztráty 3811 padlých a 12086 raněných. Sedm jejích příslušníků bylo během těchto bojů vyznamenáno Kongresovou medailí cti. Mezi lety 1957 a 1965 byla opět dislokována v Koreji, kde hlídkovala v demilitarizované zóně.

### Vietnamská válka

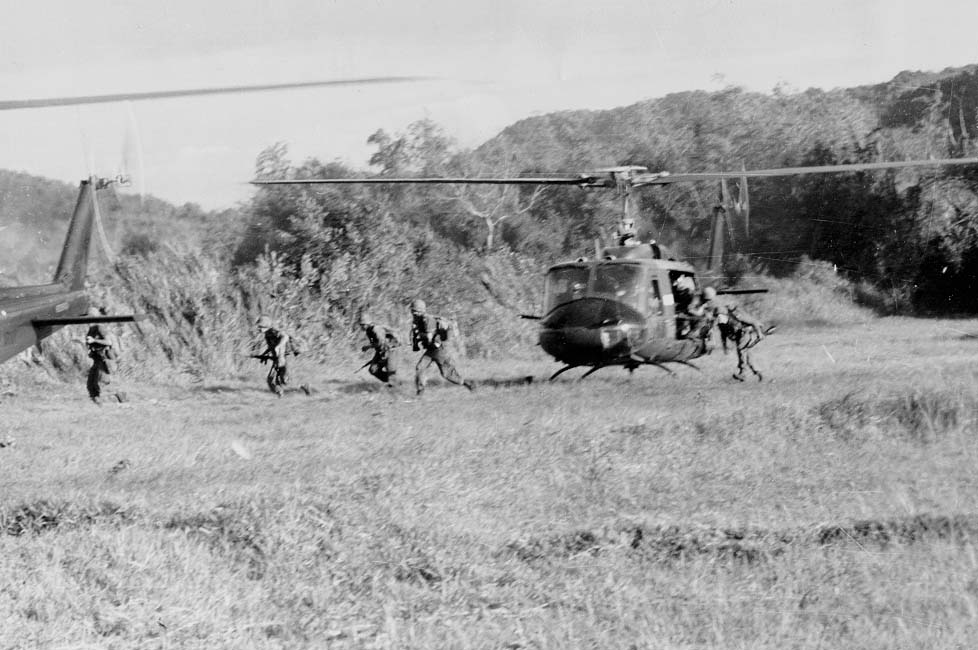
Vojáci 7. pluku v Ia Drang.

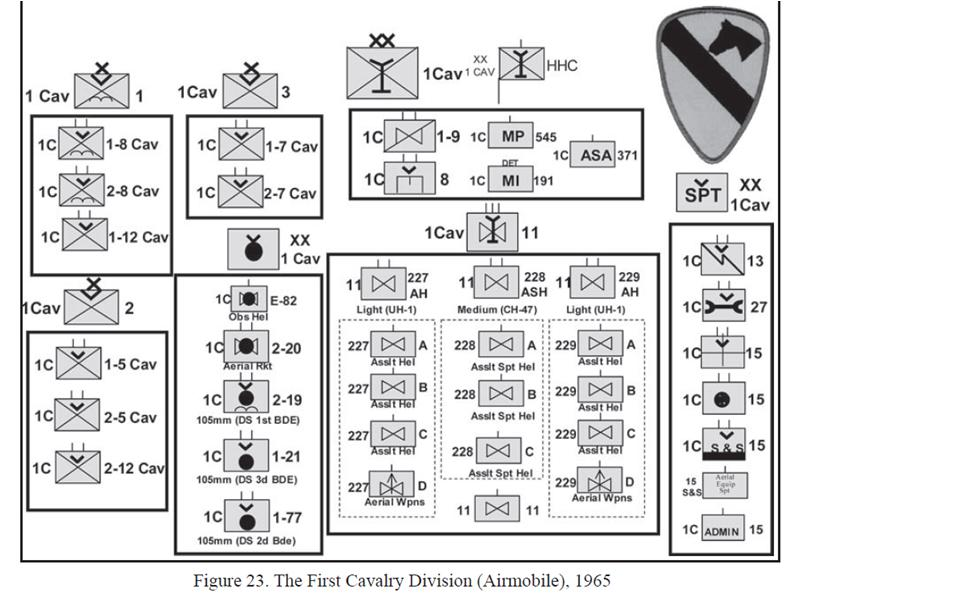
Bojová sestava divize v roce 1965.

Prvního července 1965 došlo ke změně označení 1. jezdecké divize v Koreji na 2. pěší, a útvarové označení 1. jezdecké divize, spolu s její zástavou, byly předány dosavadní experimentální 11. vzdušné útočné divizi (11th Air Assault Division (Test)) ve Fort Benning v Georgii, která zde byla doplněna na plný tabulkový stav tam dislokovanými útvary 2. pěší divize. Po reorganizaci formace disponovala více než 440 vrtulníky a byla připravovaná k nasazení ve Vietnamu. Divize současně získala přívlastek aeromobilní – 1st Cavalry Division (Airmobile).
Čtrnáctého srpna 1965 začal vzdušný přesun předsunutého kontingentu divize v počtu 1030 mužů na letiště Cam Ranh Bay a odtud na základnu Camp Radcliffe u An Khe, zatímco její hlavní síly byly, počínaje 28. červencem 1965, přesunovány do jižního Vietnamu po moři. Divize měla spolu se 101. výsadkovou divizí vyzkoušet novou taktiku aeromobilního boje za hojné podpory vrtulníků. Krátce po příjezdu do Vietnamu se zapojila do bitvy v Ia Drang, při které způsobila komunistickým jednotkám těžké ztráty a přinutila je zastavit plánovanou ofenzívu Centrální vysočinou. Její vojáci vynalezli taktiku nasazení označovanou lovec-zabiják.
V roce 1966 se zúčastnila operace Masher/White Wing, většinu roku 1967 vojáci divize strávili během velkoplošné operace Pershing v oblasti 3. taktické zóny. Po jejím skončení se jednotka přesunula do Camp Evans, severně od Hue, kde se podílela na odrážení komunistické ofenzivy Tet, osvobozování míst Quang Tri a Hue. Po skončení těžkých bojů o Hue, se divize přesunula na sever, aby v březnu 1968 spolupracovala při odblokování základny námořní pěchoty Khe Sanh (operace Pegasus). Do podzimu 1968 divize uskutečňovala odklizovací operace v oblasti údolí A Shau.
Následně se přesunula do 3. taktické oblasti severozápadně od Saigonu, kde operovala v blízkosti kambodžské hranice v oblasti označované jako Parrots Beak. V květnu 1970 se spolu s dalšími jednotkami zúčastnila invazi do Kambodže, odkud ustoupila 29. července. Během období tzv. Vietnamizace se podílela převážně na akcích defenzivního charakteru. 29. dubna 1971 byla převážná část jejích jednotek stažena do USA. 1. prapor 7. pluku zůstal ve Vietnamu až do 29. června 1972. Během války se stala jednou z nejrespektovanějších divizi americké armády, kvůli své vysoké bojové hodnotě byla posílána do nejnebezpečnějších oblastí. Během války ve Vietnamu padlo 5444 a dalších 26592 jejích příslušníků bylo zraněno.

### 70. léta až současnost
Po návratu do USA byla část pluků demobilizována, zbytek divize byl reorganizován na tzv. typ TRICAP (triple capabilities), tedy měla být schopna plnit úkoly, pěchotní, aeromobilní i obrněné divize. Americká armáda však brzy od tohoto konceptu upustila a v roce 1975 armáda divizi přezbrojila na obrněnou divizi. Jednotka byla vyzbrojena novými vrtulníky AH-64 Apache, obrněnými vozidly M2 Bradley, automobily HMMWV či raketomety M270 MLRS. Účastnila se několika velkých cvičení REFORGER v západní Evropě.
Před zahájením operací vojsk OSN v Kuvajtu jednotka obdržela moderní tanky M1 Abrams. Několika menších bojů se zúčastnily jednotlivé pluky v roce 1991 (během operace Pouštní Bouře), kde však byla divize jako celek během ofenzivní fáze držena v záloze.
V lednu 2004 byla divize přesunuta do Iráku, kde v oblasti Bagdádu vystřídala 1. obrněnou divizi. V dubnu 2005 1. jezdeckou divizi vystřídala 3. pěchotní divize. Během nasazení v Iráku jednotka ztratila 168 padlých a asi 1500 jejích příslušníků bylo zraněno.
V současnosti se divize skládá ze 4 pozemních brigád (1. až 4. brigáda), 1. aeromobilní brigády a 13. zajišťovací brigády.